# Коли жінку називали «Мадонною»
«Коли жінку називали „Мадонною“» — італійська еротична комедія 1972 року, знятий режисером Альдо Грімальді, з Едвіж Фенек у головній ролі.

## Сюжет
Дія фільму розгортається у Середньовіччі. Головна героїня, Джулія, звинувачується у подружній зраді. Суд відбувається на багатолюдній площі. Вона запевняє, що не винна, оскільки її чоловік сам проводить вільний час з іншими жінками, а її взагалі не задовольняє. Вона роздягається прилюдно на площі і питає, чи ця справа не гідна інтимних ласок. Суд вимагає доказів, що Едвіж не отримує жодного задоволення при статевому контакті. Джулія із чоловіком у домашній обстановці, але в присутності суддів починають кохатися. Чоловік зазнає невдачі і тоді викликається будь-яка людина з присяжних. Він повинен довести, що в нього принаймні у ліжку з Джулією виходить краще.

## У ролях
- Едвіж Фенек: Джулія Варроне
- Вітторіо Капріолі: Чекко, мер
- Стефанія Каредду: Франческа
- Дон Бакі: Маркуціо деї Лучані
- Юрген Дрюс: Руберто
- Паоло Турко: Таціо
- Антонія Бранкаті: Лючія
- Карло де Мехо: Джізіппо
- Маріо Каротенуто: Квінто Фульво
- Франческа Бенедетті: Джіза
- Пітер Берлінг: Ромільдо Варроне
- Карлетто Спозіто: брат Мар'яччо
- Єва Гарден: Перонелла
- Ренато Малавазі: хірург

## Знімальна група
- Режисер: Альдо Грімальді
- Сценарій: Альдо Грімальді, Джованні Боккаччо, Джанні Грімальді
- Оператор: Анджело Лотті
- Композитор: Джорджо Гасліні
- Художник: Джузеппе Бассан
- Костюми: Джудітта Мафаї
- Грим: Франко Шьоппа, Глорія Гранаті